# Raketenjagdpanzer 2
Raketenjagdpanzer 2 – niemiecki powojenny rakietowy niszczyciel czołgów produkowany w latach 60. XX wieku, wyposażony w wyrzutnię przeciwpancernych pocisków kierowanych SS.11. Pojazd zbudowano na tym samym podwoziu co Kanonenjagdpanzer.